# Papúa Nueva Guinea en la Copa de las Naciones de la OFC 2016
La selección de Papúa Nueva Guinea fue uno de los ocho equipos participantes de la Copa de las Naciones de la OFC 2016, torneo del cual fue organizador y se llevó a cabo entre el 28 de mayo y el 11 de junio. Fue su cuarta participación en el certamen continental.
Los Kapuls fueron emparejados en el grupo A junto con Tahití, Nueva Caledonia y Samoa. Al terminar primeros del grupo, vencieron a las Islas Salomón en semifinales para perder con Nueva Zelanda en la final.

## Enfrentamientos previos
En marzo viajó a las Islas Salomón para jugar ante la selección local en dos ocasiones. En el primer encuentro fue vencido por 2-0, pero en el segundo consiguió una victoria por 2-1.
| Fecha               | Lugar   |               |                          | Resultado |                               |                    |
| ------------------- | ------- | ------------- | ------------------------ | --------- | ----------------------------- | ------------------ |
| 23 de marzo de 2016 | Honiara | Islas Salomón | Bandera de Islas Salomón | 2:0 (2:0) | Bandera de Papúa Nueva Guinea | Papúa Nueva Guinea |
| 27 de marzo de 2016 | Honiara | Islas Salomón | Bandera de Islas Salomón | 1:2 (1:1) | Bandera de Papúa Nueva Guinea | Papúa Nueva Guinea |

## Jugadores
Flemming Serritslev dio a conocer la lista definitiva el 19 de mayo.
| #  | Nombre              | Posición         | Edad | PJ Sel | Club                 |
| -- | ------------------- | ---------------- | ---- | ------ | -------------------- |
| 1  | Ismael Pole         | Arquero          | 23   | 0      | Hekari United        |
| 2  | Daniel Joe          | Defensor         | 25   | 3      | Hekari United        |
| 3  | Valentine Nelson    | Defensor         | 29   | 7      | Lae City Dwellers    |
| 4  | Alwin Komolong      | Mediocampista    | 20   | 0      | Kentucky Wildcats    |
| 5  | Felix Komolong      | Defensor         | 19   | 0      | Hekari United        |
| 6  | Patrick Aisa        | Delantero        | 21   | 1      | Rapatona             |
| 7  | Raymond Gunemba     | Delantero        | 29   | 3      | Lae City Dwellers    |
| 8  | Michael Foster      | Mediocampista    | 30   | 7      | Lae City Dwellers    |
| 9  | Nigel Dabinyaba     | Delantero        | 23   | 0      | Lae City Dwellers    |
| 10 | Obert Bika          | Mediocampista    | 23   | 0      | Lae City Dwellers    |
| 11 | Wira Wama           | Mediocampista    | 26   | 0      | Hekari United        |
| 12 | David Muta          | Mediocampista    | 28   | 7      | Hekari United        |
| 13 | Roland Bala         | Defensor         | 25   | 0      | Port Moresby         |
| 14 | Simon Emmanuel      | Mediocampista    | 23   | 0      | Hekari United        |
| 15 | Philip Steven       | Defensor         | 21   | 0      | Rapatona             |
| 16 | Jeremy Yasasa       | Defensor         | 31   | 8      | Hekari United        |
| 17 | Jacob Sabua         | Mediocampista    | 21   | 0      | Port Moresby         |
| 18 | Tommy Semmy         | Delantero        | 21   | 1      | Hekari United        |
| 19 | Koriak Upaiga       | Defensor         | 28   | 5      | Hekari United        |
| 20 | Ronald Warisan      | Arquero          | 26   | 0      | Lae City Dwellers    |
| 21 | Sam Campbell        | Mediocampista    | 29   | 0      | Hekari United        |
| 22 | Otto Kusunan        | Defensor         | 23   | 0      | Hekari United        |
| 23 | Leslie Kalai        | Arquero          | 31   | 6      | Hekari United        |
| DT | Flemming Serritslev | Director técnico | 69   | -      | Bandera de Dinamarca |

## Participación

### Primera fase
| Equipo             | Pts | PJ | PG | PE | PP | GF | GC | Dif |
| ------------------ | --- | -- | -- | -- | -- | -- | -- | --- |
| Papúa Nueva Guinea | 5   | 3  | 1  | 2  | 0  | 11 | 3  | 8   |
| Nueva Caledonia    | 5   | 3  | 1  | 2  | 0  | 9  | 2  | 7   |
| Tahití             | 5   | 3  | 1  | 2  | 0  | 7  | 3  | 4   |
| Samoa              | 0   | 3  | 0  | 0  | 3  | 0  | 19 | -19 |

| 20         | Guardameta     | Ronald Warisan      |     |
| 2          | Defensa        | Daniel Joe          |     |
| 5          | Defensa        | Felix Komolong      |     |
| 4          | Defensa        | Alwin Komolong      |     |
| 19         | Defensa        | Koriak Upaiga       |     |
| 7          | Centrocampista | Raymond Gunemba     |     |
| 11         | Centrocampista | Wira Wama           | 85' |
| 12         | Centrocampista | David Muta          |     |
| 14         | Centrocampista | Emmanuel Simon      | 64' |
| 9          | Delantero      | Nigel Dagingyaba    |     |
| 18         | Delantero      | Tommy Semmy         |     |
| Entrenador | Entrenador     | Flemming Serritslev |     |

| 20         | Guardameta     | Thomas Schmidt      |     |
| 3          | Defensa        | Joseph Tchacko      |     |
| 13         | Defensa        | Jean-Brice Wadriako |     |
| 18         | Defensa        | Emile Bearune       |     |
| 7          | Centrocampista | Joël Wakanumuné     |     |
| 8          | Centrocampista | Roy Kayara          |     |
| 16         | Centrocampista | Jean-Christ Wajoka  | 62' |
| 19         | Centrocampista | Joseph Athale       | 74' |
| 10         | Delantero      | César Zeoula        |     |
| 9          | Delantero      | Jean-Philipe Saiko  |     |
| 11         | Delantero      | Bertrand Kaï        |     |
| Entrenador | Entrenador     | Thierry Sardo       |     |

| 17 | Centrocampista | Jacob Sabua    | 64' |
| 8  | Centrocampista | Michael Foster | 85' |

| 2  | Defensa   | Judikael Ixoee | 62' |
| 21 | Delantero | Brice Diahite  | 74' |

| Anotado | 41' | Tommy Semmy | 1 - 0 |

| Anotado | 83' | Jean-Philippe Saiko | 1 - 1 |

| Amonestado           | 35' | Ronald Warisan  |
| Amonestado           | 65' | Tommy Semmy     |
| Otorgado · Expulsado | 79' | Tommy Semmy     |
| Amonestado           | 90' | Raymond Gunemba |

| Amonestado | 46' | Joël Wakanumuné |

| Árbitro             | Matt Conger     |
| Árbitros asistentes | Mark Rule       |
|                     | Tevita Makasini |
| Cuarto árbitro      | Robinson Banga  |

| 20         | Guardameta     | Ronald Warisan      |     |
| 2          | Defensa        | Daniel Joe          |     |
| 5          | Defensa        | Felix Komolong      |     |
| 4          | Defensa        | Alwin Komolong      |     |
| 19         | Defensa        | Koriak Upaiga       |     |
| 7          | Centrocampista | Raymond Gunemba     |     |
| 11         | Centrocampista | Wira Wama           | 85' |
| 12         | Centrocampista | David Muta          |     |
| 14         | Centrocampista | Emmanuel Simon      | 64' |
| 9          | Delantero      | Nigel Dagingyaba    |     |
| 18         | Delantero      | Tommy Semmy         |     |
| Entrenador | Entrenador     | Flemming Serritslev |     |

| 20         | Guardameta     | Thomas Schmidt      |     |
| 3          | Defensa        | Joseph Tchacko      |     |
| 13         | Defensa        | Jean-Brice Wadriako |     |
| 18         | Defensa        | Emile Bearune       |     |
| 7          | Centrocampista | Joël Wakanumuné     |     |
| 8          | Centrocampista | Roy Kayara          |     |
| 16         | Centrocampista | Jean-Christ Wajoka  | 62' |
| 19         | Centrocampista | Joseph Athale       | 74' |
| 10         | Delantero      | César Zeoula        |     |
| 9          | Delantero      | Jean-Philipe Saiko  |     |
| 11         | Delantero      | Bertrand Kaï        |     |
| Entrenador | Entrenador     | Thierry Sardo       |     |

| 17 | Centrocampista | Jacob Sabua    | 64' |
| 8  | Centrocampista | Michael Foster | 85' |

| 2  | Defensa   | Judikael Ixoee | 62' |
| 21 | Delantero | Brice Diahite  | 74' |

| Anotado | 41' | Tommy Semmy | 1 - 0 |

| Anotado | 83' | Jean-Philippe Saiko | 1 - 1 |

| Amonestado           | 35' | Ronald Warisan  |
| Amonestado           | 65' | Tommy Semmy     |
| Otorgado · Expulsado | 79' | Tommy Semmy     |
| Amonestado           | 90' | Raymond Gunemba |

| Amonestado | 46' | Joël Wakanumuné |

| Árbitro             | Matt Conger     |
| Árbitros asistentes | Mark Rule       |
|                     | Tevita Makasini |
| Cuarto árbitro      | Robinson Banga  |

| 20         | Guardameta     | Ronald Warisan      |     |
| 2          | Defensa        | Daniel Joe          |     |
| 5          | Defensa        | Felix Komolong      |     |
| 4          | Defensa        | Alwin Komolong      |     |
| 19         | Defensa        | Koriak Upaiga       |     |
| 8          | Centrocampista | Michael Foster      |     |
| 12         | Centrocampista | David Muta          |     |
| 17         | Centrocampista | Jacob Sabua         |     |
| 11         | Centrocampista | Wira Wama           | 80' |
| 7          | Delantero      | Raymond Gunemba     |     |
| 9          | Delantero      | Nigel Dagingyaba    |     |
| Entrenador | Entrenador     | Flemming Serristlev |     |

| 1          | Guardameta     | Mikael Roche      |     |
| 2          | Defensa        | Taumihau Tiatia   |     |
| 6          | Defensa        | Henri Caroine     |     |
| 22         | Defensa        | Nicolas Vallar    |     |
| 15         | Centrocampista | Heimano Bourebare |     |
| 20         | Centrocampista | Alvin Tehau       |     |
| 17         | Centrocampista | Tamatoa Tetauira  |     |
| 11         | Centrocampista | Jay Warren        | 78' |
| 13         | Delantero      | Steevy Chong Hue  | 83' |
| 9          | Delantero      | Tauhiti Keck      | 62' |
| 10         | Delantero      | Teaonui Tehau     |     |
| Entrenador | Entrenador     | Ludovic Graugnard |     |

| 14 | Centrocampista | Emmanuel Simon | 80' |

| 21 | Delantero      | Fred Tissot   | 62' |
| 4  | Centrocampista | Ricky Aitamai | 78' |
| 8  | Delantero      | Tuatua Lucas  | 83' |

| Anotado | 45+1' | Raymond Gunemba | 1 - 0 |
| Anotado | 64'   | Raymond Gunemba | 2 - 0 |

| Anotado | 66' | Alvin Tehau   | 2 - 1 |
| Anotado | 76' | Teaonui Tehau | 2 - 2 |

| Amonestado | 13' | David Muta       |
| Amonestado | 18' | Nigel Dabingyaba |

| Amonestado | 29' | Heimano Bourebare |
| Expulsado  | 51' | Nicolas Vallar    |
| Amonestado | 86' | Tamatoa Tetauira  |

| Árbitro             | Nick Waldron    |
| Árbitros asistentes | Mark Rule       |
|                     | Avinesh Narayan |
| Cuarto árbitro      | Matt Conger     |

| 20         | Guardameta     | Ronald Warisan      |     |
| 2          | Defensa        | Daniel Joe          |     |
| 5          | Defensa        | Felix Komolong      |     |
| 4          | Defensa        | Alwin Komolong      |     |
| 19         | Defensa        | Koriak Upaiga       |     |
| 8          | Centrocampista | Michael Foster      |     |
| 12         | Centrocampista | David Muta          |     |
| 17         | Centrocampista | Jacob Sabua         |     |
| 11         | Centrocampista | Wira Wama           | 80' |
| 7          | Delantero      | Raymond Gunemba     |     |
| 9          | Delantero      | Nigel Dagingyaba    |     |
| Entrenador | Entrenador     | Flemming Serristlev |     |

| 1          | Guardameta     | Mikael Roche      |     |
| 2          | Defensa        | Taumihau Tiatia   |     |
| 6          | Defensa        | Henri Caroine     |     |
| 22         | Defensa        | Nicolas Vallar    |     |
| 15         | Centrocampista | Heimano Bourebare |     |
| 20         | Centrocampista | Alvin Tehau       |     |
| 17         | Centrocampista | Tamatoa Tetauira  |     |
| 11         | Centrocampista | Jay Warren        | 78' |
| 13         | Delantero      | Steevy Chong Hue  | 83' |
| 9          | Delantero      | Tauhiti Keck      | 62' |
| 10         | Delantero      | Teaonui Tehau     |     |
| Entrenador | Entrenador     | Ludovic Graugnard |     |

| 14 | Centrocampista | Emmanuel Simon | 80' |

| 21 | Delantero      | Fred Tissot   | 62' |
| 4  | Centrocampista | Ricky Aitamai | 78' |
| 8  | Delantero      | Tuatua Lucas  | 83' |

| Anotado | 45+1' | Raymond Gunemba | 1 - 0 |
| Anotado | 64'   | Raymond Gunemba | 2 - 0 |

| Anotado | 66' | Alvin Tehau   | 2 - 1 |
| Anotado | 76' | Teaonui Tehau | 2 - 2 |

| Amonestado | 13' | David Muta       |
| Amonestado | 18' | Nigel Dabingyaba |

| Amonestado | 29' | Heimano Bourebare |
| Expulsado  | 51' | Nicolas Vallar    |
| Amonestado | 86' | Tamatoa Tetauira  |

| Árbitro             | Nick Waldron    |
| Árbitros asistentes | Mark Rule       |
|                     | Avinesh Narayan |
| Cuarto árbitro      | Matt Conger     |

| 23         | Guardameta     | Ted Sivoki        |     |
| 18         | Defensa        | Henry Pupi        | 57' |
| 2          | Defensa        | John Hall         |     |
| 4          | Defensa        | Filipo Bureta     |     |
| 16         | Defensa        | Marcus Alimonti   | 81' |
| 14         | Centrocampista | Keone Kapisi      |     |
| 13         | Centrocampista | Lionel Taylor     |     |
| 10         | Centrocampista | Desmond Fa'aiuaso | 70' |
| 20         | Centrocampista | Silao Malo        |     |
| 7          | Delantero      | Andrew Mobberley  |     |
| 9          | Delantero      | Paulo Scanlan     |     |
| Entrenador | Entrenador     | Scott Easthope    |     |

| 20         | Guardameta     | Ronald Warisan      |       |
| 2          | Defensa        | Daniel Joe          |       |
| 5          | Defensa        | Felix Komolong      |       |
| 4          | Defensa        | Alwin Komolong      |       |
| 19         | Defensa        | Koriak Upaiga       | 83'   |
| 7          | Centrocampista | Raymond Gunemba     |       |
| 8          | Centrocampista | Michael Foster      |       |
| 12         | Centrocampista | David Muta          |       |
| 17         | Centrocampista | Jacob Sabua         | 59'   |
| 9          | Delantero      | Nigel Dabingyaba    | 90+3' |
| 18         | Delantero      | Tommy Semmy         |       |
| Entrenador | Entrenador     | Flemming Serritslev |       |

| 17 | Centrocampista | Joseph Dan-Tyrell | 57' |
| 16 | Delantero      | Mike Saofaiga     | 70' |
| 19 | Delantero      | Lapalapa Toni     | 81' |

| 14 | Centrocampista | Emmanuel Simon | 59'   |
| 16 | Defensa        | Jeremy Yasasa  | 83'   |
| 6  | Delantero      | Patrick Aisa   | 90+3' |

| Anotado | 13' | Michael Foster   | 0 - 1 |
| Anotado | 33' | Raymond Gunemba  | 0 - 2 |
| Anotado | 51' | Michael Foster   | 0 - 3 |
| Anotado | 58' | Nigel Dabingyaba | 0 - 4 |
| Anotado | 63' | Raymond Gunemba  | 0 - 5 |
| Anotado | 67' | Koriak Upaiga    | 0 - 6 |
| Anotado | 74' | Nigel Dabingyaba | 0 - 7 |
| Anotado | 85' | Raymond Gunemba  | 0 - 8 |

| Amonestado | 61' | Desmond Fa'aiuaso |
| Amonestado | 79' | Lionel Taylor     |
| Expulsado  | 87' | Keone Kapisi      |

| Árbitro             | Joel Hopken  |
| Árbitros asistentes | Hilmon Sese  |
|                     | Johnny Erick |
| Cuarto árbitro      | George Time  |

| 23         | Guardameta     | Ted Sivoki        |     |
| 18         | Defensa        | Henry Pupi        | 57' |
| 2          | Defensa        | John Hall         |     |
| 4          | Defensa        | Filipo Bureta     |     |
| 16         | Defensa        | Marcus Alimonti   | 81' |
| 14         | Centrocampista | Keone Kapisi      |     |
| 13         | Centrocampista | Lionel Taylor     |     |
| 10         | Centrocampista | Desmond Fa'aiuaso | 70' |
| 20         | Centrocampista | Silao Malo        |     |
| 7          | Delantero      | Andrew Mobberley  |     |
| 9          | Delantero      | Paulo Scanlan     |     |
| Entrenador | Entrenador     | Scott Easthope    |     |

| 20         | Guardameta     | Ronald Warisan      |       |
| 2          | Defensa        | Daniel Joe          |       |
| 5          | Defensa        | Felix Komolong      |       |
| 4          | Defensa        | Alwin Komolong      |       |
| 19         | Defensa        | Koriak Upaiga       | 83'   |
| 7          | Centrocampista | Raymond Gunemba     |       |
| 8          | Centrocampista | Michael Foster      |       |
| 12         | Centrocampista | David Muta          |       |
| 17         | Centrocampista | Jacob Sabua         | 59'   |
| 9          | Delantero      | Nigel Dabingyaba    | 90+3' |
| 18         | Delantero      | Tommy Semmy         |       |
| Entrenador | Entrenador     | Flemming Serritslev |       |

| 17 | Centrocampista | Joseph Dan-Tyrell | 57' |
| 16 | Delantero      | Mike Saofaiga     | 70' |
| 19 | Delantero      | Lapalapa Toni     | 81' |

| 14 | Centrocampista | Emmanuel Simon | 59'   |
| 16 | Defensa        | Jeremy Yasasa  | 83'   |
| 6  | Delantero      | Patrick Aisa   | 90+3' |

| Anotado | 13' | Michael Foster   | 0 - 1 |
| Anotado | 33' | Raymond Gunemba  | 0 - 2 |
| Anotado | 51' | Michael Foster   | 0 - 3 |
| Anotado | 58' | Nigel Dabingyaba | 0 - 4 |
| Anotado | 63' | Raymond Gunemba  | 0 - 5 |
| Anotado | 67' | Koriak Upaiga    | 0 - 6 |
| Anotado | 74' | Nigel Dabingyaba | 0 - 7 |
| Anotado | 85' | Raymond Gunemba  | 0 - 8 |

| Amonestado | 61' | Desmond Fa'aiuaso |
| Amonestado | 79' | Lionel Taylor     |
| Expulsado  | 87' | Keone Kapisi      |

| Árbitro             | Joel Hopken  |
| Árbitros asistentes | Hilmon Sese  |
|                     | Johnny Erick |
| Cuarto árbitro      | George Time  |

### Semifinales
| 20         | Guardameta     | Ronald Warisan      |     |
| 2          | Defensa        | Daniel Joe          |     |
| 5          | Defensa        | Felix Komolong      |     |
| 4          | Defensa        | Alwin Komolong      |     |
| 19         | Defensa        | Koriak Upaiga       |     |
| 12         | Centrocampista | David Muta          |     |
| 14         | Centrocampista | Emmanuel Simon      | 90' |
| 8          | Centrocampista | Michael Foster      |     |
| 9          | Delantero      | Nigel Dabingyaba    |     |
| 7          | Delantero      | Raymond Gunemba     |     |
| 18         | Delantero      | Tommy Semmy         |     |
| Entrenador | Entrenador     | Flemming Serritslev |     |

| 1          | Guardameta     | Philip Mango    |       |
| 22         | Defensa        | Joses Nawo      |       |
| 5          | Defensa        | Freddie Kini    |       |
| 2          | Defensa        | Haddis Aengari  |       |
| 4          | Defensa        | Fred Fakari     |       |
| 18         | Centrocampista | Henry Fa'arodo  |       |
| 10         | Centrocampista | Judd Molea      | 90+2' |
| 19         | Centrocampista | Gibson Daudau   |       |
| 15         | Centrocampista | Jerry Donga     | 85'   |
| 11         | Centrocampista | Micah Lea'alafa |       |
| 9          | Delantero      | Benjamin Totori |       |
| Entrenador | Entrenador     | Moses Toata     |       |

| 17 | Centrocampista | Jacob Sabua | 90+3' |

| 13 | Delantero | James Naka  | 85'   |
| 16 | Delantero | Gagame Feni | 90+2' |

| Anotado | 38' | Michael Foster   | 1 - 0 |
| Anotado | 82' | Nigel Dabingyaba | 2 - 1 |

| Anotado | 40' | Judd Molea | 1 - 1 |

| Amonestado | 18' | Freddie Kini   |
| Amonestado | 90' | Henry Fa'arodo |

| Árbitro             | Matt Conger     |
| Árbitros asistentes | Tevita Makasini |
|                     | Mark Rule       |
| Cuarto árbitro      | Nick Waldron    |

| 20         | Guardameta     | Ronald Warisan      |     |
| 2          | Defensa        | Daniel Joe          |     |
| 5          | Defensa        | Felix Komolong      |     |
| 4          | Defensa        | Alwin Komolong      |     |
| 19         | Defensa        | Koriak Upaiga       |     |
| 12         | Centrocampista | David Muta          |     |
| 14         | Centrocampista | Emmanuel Simon      | 90' |
| 8          | Centrocampista | Michael Foster      |     |
| 9          | Delantero      | Nigel Dabingyaba    |     |
| 7          | Delantero      | Raymond Gunemba     |     |
| 18         | Delantero      | Tommy Semmy         |     |
| Entrenador | Entrenador     | Flemming Serritslev |     |

| 1          | Guardameta     | Philip Mango    |       |
| 22         | Defensa        | Joses Nawo      |       |
| 5          | Defensa        | Freddie Kini    |       |
| 2          | Defensa        | Haddis Aengari  |       |
| 4          | Defensa        | Fred Fakari     |       |
| 18         | Centrocampista | Henry Fa'arodo  |       |
| 10         | Centrocampista | Judd Molea      | 90+2' |
| 19         | Centrocampista | Gibson Daudau   |       |
| 15         | Centrocampista | Jerry Donga     | 85'   |
| 11         | Centrocampista | Micah Lea'alafa |       |
| 9          | Delantero      | Benjamin Totori |       |
| Entrenador | Entrenador     | Moses Toata     |       |

| 17 | Centrocampista | Jacob Sabua | 90+3' |

| 13 | Delantero | James Naka  | 85'   |
| 16 | Delantero | Gagame Feni | 90+2' |

| Anotado | 38' | Michael Foster   | 1 - 0 |
| Anotado | 82' | Nigel Dabingyaba | 2 - 1 |

| Anotado | 40' | Judd Molea | 1 - 1 |

| Amonestado | 18' | Freddie Kini   |
| Amonestado | 90' | Henry Fa'arodo |

| Árbitro             | Matt Conger     |
| Árbitros asistentes | Tevita Makasini |
|                     | Mark Rule       |
| Cuarto árbitro      | Nick Waldron    |

### Final
| 1          | Guardameta     | Stefan Marinovic   |     |
| 16         | Defensa        | Louis Fenton       |     |
| 5          | Defensa        | Michael Boxall     |     |
| 17         | Defensa        | Luke Adams         |     |
| 18         | Defensa        | Sam Brotherton     |     |
| 2          | Defensa        | Kip Colvey         |     |
| 13         | Centrocampista | Monty Patterson    | 53' |
| 8          | Centrocampista | Michael McGlinchey |     |
| 6          | Centrocampista | Bill Tuiloma       | 71' |
| 14         | Delantero      | Rory Fallon        |     |
| 7          | Delantero      | Kosta Barbarouses  | 55' |
| Entrenador | Entrenador     | Anthony Hudson     |     |

| 20         | Guardameta     | Ronald Warisan      |      |
| 2          | Defensa        | Daniel Joe          |      |
| 5          | Defensa        | Felix Komolong      |      |
| 4          | Defensa        | Alwin Komolong      |      |
| 19         | Defensa        | Koriak Upaiga       |      |
| 12         | Centrocampista | David Muta          |      |
| 14         | Centrocampista | Emmanuel Simon      | 115' |
| 8          | Centrocampista | Michael Foster      |      |
| 9          | Delantero      | Nigel Dabingyaba    |      |
| 7          | Delantero      | Raymond Gunemba     |      |
| 18         | Delantero      | Tommy Semmy         |      |
| Entrenador | Entrenador     | Flemming Serritslev |      |

| 11 | Centrocampista | Marco Rojas    | 53' |
| 15 | Delantero      | Jeremy Brockie | 55' |
| 22 | Centrocampista | Moses Dyer     | 71' |

| 17 | Centrocampista | Jacob Sabua | 115' |

| Amonestado | 27'   | Louis Fenton       |
| Amonestado | 49'   | Michael Boxall     |
| Amonestado | 61'   | Kip Colvey         |
| Amonestado | 90+2' | Michael McGlinchey |

| Amonestado | 20'  | Tommy Semmy     |
| Amonestado | 35'  | Michael Foster  |
| Amonestado | 118' | Raymond Gunemba |

| Rory Fallon        | Acierto de penal          | 1:0 |                          |                 |
|                    |                           | 1:0 | Fallo de penal (Atajado) | Koriak Upaiga   |
|                    |                           |     |                          |                 |
| Michael McGlinchey | Acierto de penal          | 2:0 |                          |                 |
|                    |                           | 2:1 | Acierto de penal         | Tommy Semmy     |
| Moses Dyer         | Acierto de penal          | 3:1 |                          |                 |
|                    |                           | 3:2 | Acierto de penal         | Michael Foster  |
| Jeremy Brockie     | Fallo de penal (desviado) | 3:2 |                          |                 |
|                    |                           | 3:2 | Fallo de penal (Atajado) | Raymond Gunemba |
| Marco Rojas        | Acierto de penal          | 4:2 |                          |                 |

| Árbitro             | Norbert Hauata  |
| Árbitros asistentes | Tevita Makasini |
|                     | Philippe Revel  |
| Cuarto árbitro      | Kader Zitouni   |

| 1          | Guardameta     | Stefan Marinovic   |     |
| 16         | Defensa        | Louis Fenton       |     |
| 5          | Defensa        | Michael Boxall     |     |
| 17         | Defensa        | Luke Adams         |     |
| 18         | Defensa        | Sam Brotherton     |     |
| 2          | Defensa        | Kip Colvey         |     |
| 13         | Centrocampista | Monty Patterson    | 53' |
| 8          | Centrocampista | Michael McGlinchey |     |
| 6          | Centrocampista | Bill Tuiloma       | 71' |
| 14         | Delantero      | Rory Fallon        |     |
| 7          | Delantero      | Kosta Barbarouses  | 55' |
| Entrenador | Entrenador     | Anthony Hudson     |     |

| 20         | Guardameta     | Ronald Warisan      |      |
| 2          | Defensa        | Daniel Joe          |      |
| 5          | Defensa        | Felix Komolong      |      |
| 4          | Defensa        | Alwin Komolong      |      |
| 19         | Defensa        | Koriak Upaiga       |      |
| 12         | Centrocampista | David Muta          |      |
| 14         | Centrocampista | Emmanuel Simon      | 115' |
| 8          | Centrocampista | Michael Foster      |      |
| 9          | Delantero      | Nigel Dabingyaba    |      |
| 7          | Delantero      | Raymond Gunemba     |      |
| 18         | Delantero      | Tommy Semmy         |      |
| Entrenador | Entrenador     | Flemming Serritslev |      |

| 11 | Centrocampista | Marco Rojas    | 53' |
| 15 | Delantero      | Jeremy Brockie | 55' |
| 22 | Centrocampista | Moses Dyer     | 71' |

| 17 | Centrocampista | Jacob Sabua | 115' |

| Amonestado | 27'   | Louis Fenton       |
| Amonestado | 49'   | Michael Boxall     |
| Amonestado | 61'   | Kip Colvey         |
| Amonestado | 90+2' | Michael McGlinchey |

| Amonestado | 20'  | Tommy Semmy     |
| Amonestado | 35'  | Michael Foster  |
| Amonestado | 118' | Raymond Gunemba |

| Rory Fallon        | Acierto de penal          | 1:0 |                          |                 |
|                    |                           | 1:0 | Fallo de penal (Atajado) | Koriak Upaiga   |
|                    |                           |     |                          |                 |
| Michael McGlinchey | Acierto de penal          | 2:0 |                          |                 |
|                    |                           | 2:1 | Acierto de penal         | Tommy Semmy     |
| Moses Dyer         | Acierto de penal          | 3:1 |                          |                 |
|                    |                           | 3:2 | Acierto de penal         | Michael Foster  |
| Jeremy Brockie     | Fallo de penal (desviado) | 3:2 |                          |                 |
|                    |                           | 3:2 | Fallo de penal (Atajado) | Raymond Gunemba |
| Marco Rojas        | Acierto de penal          | 4:2 |                          |                 |

| Árbitro             | Norbert Hauata  |
| Árbitros asistentes | Tevita Makasini |
|                     | Philippe Revel  |
| Cuarto árbitro      | Kader Zitouni   |